# Аддукт
Аддукт (лат. adducto — созданный, приведённый) — продукт прямого присоединения молекул друг к другу в химической реакции, химическое соединение {\displaystyle {\ce {AB}}}, образующееся в результате взаимодействия соединений {\displaystyle {\ce {A}}} и {\displaystyle {\ce {B}}}, при котором не происходит какого-либо отщепления фрагментов. Возможно образование аддуктов не только в стехиометрическом отношении 1:1, но и в других отношениях (например, бис-аддукты в отношении 2:1). Термин «аддукт» обычно не содержит понятия об определенной структуре и характере химической связи соединения.
Обычно аддуктами называют продукты реакций присоединения (реакции Дильса — Альдера, реакций нуклеофильного и электрофильного присоединения, включая промежуточные продукты, такие как комплексы Мейзенгеймера) и молекулярные комплексы (комплексы с переносом заряда, клатраты и т. п.).
Например, галогенорганические вещества типа трифенилхлорметана образуют аддукт с неорганическими солями — кислотами Льюиса: {\displaystyle {\ce {(C6H5)3CCl.AlCl3}}}, {\displaystyle {\ce {(C6H5)3CCl.SnCl4}}}. К аддуктам относят соединения нитропроизводных с ароматическими или непредельными углеводородами и их производными, например, комплекс с переносом заряда (π-аддукт) пикриновой кислоты с нафтиламином {\displaystyle {\ce {C6H3(NO2)3.C10H7NH2}}}.
Мочевина образует ряд аддуктов-клатратов нестехиометрического состава с алифатическими соединениями, особенно имеющими длинную нормальную цепь, например соединение декана {\displaystyle {\ce {C10H22}}} с мочевиной, в котором на 1 молекулу декана приходится 8,3 молекул мочевины. Эти аддукты получают простым смешением компонентов и используют в промышленности для извлечения определённых типов углеводородов из их смесей при депарафинизации нефтепродуктов. Подобные аддукты в большинстве случаев малоустойчивы и легко разлагаются с регенерацией исходных веществ.